# Mayhem (album, Lady Gaga)
Mayhem je sedmé studiové album americké zpěvačky a herečky Lady Gaga. Bylo vydané 7. března 2025 a obsahuje 14 písní s tím, že možná přibydou další 3 bonusové tracky.
Mayhem bylo nahráno ve studiu Ricka Rubina v Shangri-La, v kalifornském Malibu Samotnému albu předcházelo vydání tří singlů. Jeho hlavní singl „Disease“ byl vydán 25. října 2024 po ne zcela úspěšném doprovodném albu Harlequin. Druhý singl, „Abracadabra“, byl vydán až 3. února 2025, během komerční pauzy Recording Academy, během předávání cen Grammys. Mayhem také obsahuje píseň „Die With A Smile“, vydanou již 16. srpna 2024, která dostala cenu Grammy krátce po vydání písně „Abracadabra“. Tento duet s Brunem Marsem měl být pouze singl, po nadočekávaném úspěchu se Lady Gaga ale rozhodla píseň do alba Mayhem přidat.

## Pozadí
Lady Gaga začala pracovat na nové hudbě již v roce 2022, při cestování během The Chromatica Ball. Několik měsíců před samotným oznámením Gaga několikrát na své sociální sítě přidala své mysteriózní fotky z nahrávacího studia. O svém tajném projektu poprvé veřejně promluvila až v březnu roku 2024 během rozhovoru. Řekla, že to bylo jedno z nejlepších nahrávacích sezení, na které si pamatuje.
Následujícího května Lady Gaga vydala svůj koncertní film Gaga Chromatica Ball, na jehož konci zaznělo několik sekund nové hudby. Dnes již víme, že to byl úryvek „Shadow Of A Man“. Gaga řekla, že její nové album je napsané z místa, kde se cítí šťastná.
V polovině roku 2024 Gaga pokračovala v upoutávkách na nové album. V Paříži, po skončení svého vystoupení na zahájení pařížských Letních olympijských her, dokonce ze střechy svého alba svým fanouškům opět pustila kousky písní z nového alba. Během rozhovoru pro Los Angeles Times v prosinci 2024 Gaga oznámila, že součástí alba bude její duet s Brunem Marsem, „Die With A Smile“, který byl do té doby považován pouze jako samostatný singl.

## Obsah
Gaga již několikrát avizovala, že Mayhem bude mix žánrů a nálad; také ho nazvala jako naprostý chaos, který porušuje mnoho pravidel, ale přesto je zábavný. Zpěvačka zmínila Bude to kombinace alternativní hudby 90. let, soft rocku, elektro rocku, elektronického, dance i klasického popu, grunge melodií Prince a Bowieho, zvuků kytar, analogových syntezátorů či basových linek nebo mix francouzské elektronické hudby. Dále dodala, že z toho má dobrý pocit, že to zní dobře a že jen následovala svůj vnitřní chaos. Tvůrčí proces popsala jako skládání rozbitého zrcadla. „I když se vám nepodaří složit všechny střepy dokonale dohromady, můžete vytvořit něco nového, krásného a celistvého,“ řekla. Díky lásce našla klid.

## Seznam skladeb
Všechny skladby napsal(i) Lady Gaga, Andrew Watt a Cirkut. 
| Mayhem – standardní edice | Mayhem – standardní edice         | Mayhem – standardní edice                                                            | Mayhem – standardní edice |
| Pořadí                    | Název                             | Autor                                                                                | Délka                     |
| ------------------------- | --------------------------------- | ------------------------------------------------------------------------------------ | ------------------------- |
| 1.                        | Disease                           | Lady Gaga, Andrew Watt, Henry Walter, Michael Polansky                               | 3:49                      |
| 2.                        | Abracadabra                       | Gaga, Watt, Walter, Susan Ballion, Peter Edward Clarke, John McGeoch, Steven Severin | 3:43                      |
| 3.                        | Garden of Eden                    |                                                                                      | 3:59                      |
| 4.                        | Perfect Celebrity                 |                                                                                      | 3:49                      |
| 5.                        | Vanish Into You                   |                                                                                      | 4:04                      |
| 6.                        | Killah                            |                                                                                      | 3:30                      |
| 7.                        | Zombieboy                         |                                                                                      | 3:33                      |
| 8.                        | LoveDrug                          |                                                                                      | 3:13                      |
| 9.                        | How Bad Do U Want Me              |                                                                                      | 3:58                      |
| 10.                       | Don’t Call Tonight                |                                                                                      | 3:45                      |
| 11.                       | Shadow Of A Man                   |                                                                                      | 3:19                      |
| 12.                       | The Beast                         |                                                                                      | 3:54                      |
| 13.                       | Blade of Grass                    |                                                                                      | 4:17                      |
| 14.                       | Die with a Smile (s Bruno Marsem) | Bruno Mars, Gaga, Dernst Emile II, Fauntleroy, Watt                                  | 4:11                      |
| Celková délka:            | Celková délka:                    | Celková délka:                                                                       | 53:04                     |

| Mayhem – exkluzivní CD verze, japonská CD verze a vybrané vinyly | Mayhem – exkluzivní CD verze, japonská CD verze a vybrané vinyly | Mayhem – exkluzivní CD verze, japonská CD verze a vybrané vinyly |
| Pořadí                                                           | Název                                                            | Délka                                                            |
| ---------------------------------------------------------------- | ---------------------------------------------------------------- | ---------------------------------------------------------------- |
| 1.                                                               | Can't Stop the High                                              | 3:31                                                             |
| Celková délka:                                                   | Celková délka:                                                   | 56:35                                                            |

| Mayhem – exkluzivní pro Target, HMV a JB Hi-Fi | Mayhem – exkluzivní pro Target, HMV a JB Hi-Fi | Mayhem – exkluzivní pro Target, HMV a JB Hi-Fi |
| Pořadí                                         | Název                                          | Délka                                          |
| ---------------------------------------------- | ---------------------------------------------- | ---------------------------------------------- |
| 1.                                             | Kill for Love                                  | 4:09                                           |
| Celková délka:                                 | Celková délka:                                 | 57:13                                          |